# Myriam Encaoua
Myriam Encaoua, née le 24 mars 1975 à Paris, est une journaliste et présentatrice de journaux télévisés française.

## Biographie

### Enfance et formation
Myriam Encaoua est issue d'une famille juive franco-marocaine. Son père David Encaoua, issu d’une famille juive hispano-marocaine, originaire de Casablanca au Maroc, est professeur de sciences économiques à l'université Paris-I-Panthéon-Sorbonne. Il écrit sur l’exploration de la pensée juive, et est auteur du livre Traversées du judaïsme au regard des enjeux contemporains et d'articles sur « Les divisions de la société israélienne, analysées du point de vue du judaïsme » et « Incidences du sionisme sur Israël »".
Après son baccalauréat, Myriam Encoua suit des études de droit et de philosophie à l'université Paris-I-Panthéon-Sorbonne puis sort diplômée de Sciences Po Paris en 2000.

### Carrière
Elle travaille sur la radio Judaïques FM.
Elle fait partie du comité éditorial de la revue Le Meilleur des mondes.
Elle travaille sur Public Sénat puis intègre LCP - Assemblée nationale. Elle y anime le journal de 13 heures, et, à partir de 2010, elle est chargée de commenter, en direct de l'Assemblée, l'information politique du jour.
De 2012 à 2017, elle travaille sur i>Télé devenue CNews, où elle est chargée du suivi des services du Premier ministre.
En 2013, elle est la remplaçante de Léa Salamé pour assurer la présentation de l’émission Ça se dispute jusqu'au départ de sa collègue en 2014.
En 2017, elle rejoint le service politique du journal Le Parisien.
Le 25 septembre 2018, elle débute l'animation de la nouvelle version de l'émission Ça vous regarde, sur LCP-AN, jusqu'au 11 avril 2025 où elle quitte la chaîne pour rejoindre France Info.